# Fudbalski Klub Škendija
Il Klubi Futbollistik Shkëndija (in macedone Футбалски Клуб Шкендија?, Futbalski Klub Škendija; l'albanese Shkëndija equivale all'italiano "scintilla") è una società calcistica macedone con sede nella città di Tetovo. Milita nella Prva liga, la massima divisione del campionato macedone di calcio, ed è una delle principali squadre espressione della nazionalità albanese.
Disputa le partite interne nello stadio Ecolog Arena, impianto da 15 000 posti. Nella sua bacheca figurano cinque titoli nazionali, due Coppe della Macedonia del Nord e una Supercoppa della Macedonia del Nord.

## Storia

### Fondazione ed esordi
Il Fudbalski Klub Škendija fu fondato il 27 agosto 1979 da macedoni di etnia albanese residenti a Tetovo, cittadina considerata la "capitale" della minoranza albanese in Macedonia, allo scopo di costituire un simbolo per la minoranza albanese in Macedonia e, più in generale, in tutta la Iugoslavia. Per questo motivo la squadra, i cui colori sociali sono mutuati da quelli della bandiera albanese, non venne vista di buon occhio dagli ufficiali iugoslavi, che temevano che la costituzione del club potesse risvegliare il sentimento nazionalista tra gli albanesi residenti in Iugoslavia.
Nel 1979-1980 il club vinse il campionato di quarta serie e fu promosso in terza divisione. Nel 1980-1981 vinse il campionato di terza divisione e approdò in seconda serie. La popolarità del club crebbe notevolmente e a quel punto i membri del governo comunista iugoslavo decisero di sciogliere il club per timore di risvegli nazionalistici.

### Ricostituzione e nuova era
Nel 1992, con l'indipendenza della Macedonia, lo Škendija fece la sua ricomparsa, iscrivendosi alla quarta divisione del campionato macedone. Ottenne ben presto una serie di promozioni successive, approdando in Prva Liga, la massima divisione nazionale.
Nella stagione 2010-2011 vinse per la prima volta il campionato macedone di massima serie, stabilendo anche una striscia di imbattibilità di 16 partite consecutive. La successiva sconfitta sarebbe giunta solo il 20 maggio 2012 , contro il Vardar (1-0).
Nel luglio 2011 lo Škendija vinse anche la sua prima Supercoppa di Macedonia, battendo per 2-1 il Metalurg Skopje.
Nella stagione 2012-2013 visse difficoltà di natura finanziaria e dovette cedere molti giocatori chiave nell'estate del 2013. Il gruppo di tifosi più accesi della squadra, il Ballistët, caldeggiò l'intervento dell'azienda Ecolog International. Alla campagna aderirono anche i calciatori Lorik Cana e Xherdan Shaqiri, di origini albanesi. Il 31 luglio 2013 Ecolog International annunciò, per bocca del suo fondatore e presidente Nazif Destani, il buon esito della trattativa.
La nuova proprietà diede stabilità al bilancio della società e ingaggiò cinque nuovi calciatori a quattro giorni dalla chiusura del calciomercato estivo. La stagione 2013-2014 iniziò con cinque pareggi consecutivi, ma il 21 settembre 2013 giunse un'importante vittoria (3-1) contro il Vardar in casa. Nelle successive otto partite i risultati latitarono: tre vittorie, un pareggio, quattro sconfitte. Dopo la sconfitta per 5-0 contro il Rabotnički l'allenatore Gjore Jovanovski fu sollevato dall'incarico e sostituito con Shpëtim Duro, inizialmente come traghettatore per le tre partite precedenti alla sosta invernale, poi fino alla fine della stagione, conclusa brillantemente al quarto posto (partendo dall'ottavo in cui la compagine si trovava prima della sosta) grazie anche ai nove acquisti del mercato invernale. Il piazzamento valse la qualificazione all'Europa League dell'anno successivo, dove il cammino dello Škendija si interruppe al primo turno contro i moldavi dello Zimbru Chișinău, battuti per 2-1 in Macedonia, ma vittoriosi per 2-0 in Moldavia.
Nella stagione 2015-2016 il club vinse per la prima volta nella sua storia la Coppa di Macedonia, battendo in finale (0-2) il Rabotnicki.
Nella stagione 2016-2017 la squadra si classificò seconda in Prva Liga, qualificandosi così ai preliminari dell'Europa League dell'annata seguente. Nel 2017-2018 il club vinse il proprio secondo titolo nazionale e la Coppa di Macedonia e fu impegnato in Europa League, dove, dopo aver estromesso dal torneo il Dacia Chișinău, l'HJK Helsinki e il Trakai, fu eliminato dal Milan a causa delle sconfitte per 6-0 a Milano e 1-0 a Skopje. Nel 2018-2019 ha vinto nuovamente il titolo.

## Palmarès

### Competizioni nazionali
- Campionato macedone: 5

2010-2011, 2017-2018, 2018-2019, 2020-2021, 2024-2025
- Coppa di Macedonia: 2

2015-2016, 2017-2018
- Supercoppa di Macedonia: 1

2011
- Vtora Liga: 1

2009-2010

### Altri piazzamenti
- Campionato macedone:

Secondo posto: 2015-2016, 2016-2017, 2023-2024
Terzo posto: 2011-2012, 2014-2015, 2019-2020, 2022-2023
- Coppa di Macedonia:

Finalista: 2005-2006, 2012-2013, 2016-2017
Semifinalista: 2000-2001, 2008-2009, 2019-2020, 2024-2025

## Statistiche e record

### Statistiche nelle competizioni UEFA
Tabella aggiornata alla fine della stagione 2024-2025.
| Competizione                  | Partecipazioni | G  | V  | N | P  | RF | RS |
| ----------------------------- | -------------- | -- | -- | - | -- | -- | -- |
| UEFA Champions League         | 5              | 14 | 4  | 1 | 9  | 10 | 23 |
| Coppa UEFA/UEFA Europa League | 9              | 30 | 11 | 7 | 12 | 34 | 36 |
| UEFA Conference League        | 4              | 12 | 4  | 3 | 5  | 13 | 14 |

## Tifoseria

### Tifo organizzato e sostenitori celebri
Il club è supportato dai Ballistët, gruppo di tifo organizzato formatosi nel 1992. Le origini del nome sono dovute al Balli Kombëtar, un movimento di resistenza attivo in Albania durante la seconda guerra mondiale. Con la messa al bando del nazionalismo imposto dal governo jugoslavo, il gruppo si formò dopo lo scioglimento della Repubblica jugoslava nel 1992, a ventitré anni dalla fondazione del club. Proprio il 1992 diventò una cifra simbolo della tifoseria, che si identifica anche con la sigla "1992 Ultras".
Lo Shkëndija è la squadra più sostenuta dalla popolazione di etnia albanese, situata prevalentemente nella zona occidentale dello stato. Tra le figure più celebri che tifano per lo Škendija figurano quelle sportive come Blerim Džemaili, che ha origini dalla vicina Bogovinje, Admir Mehmedi, originario di Gostivar e cresciuto in Svizzera come Blerim, Ferhan Hasani, che ha militato nel club per sette stagioni, vincendo quasi tutti i trofei nella bacheca del club, ovvero due campionati, due coppe nazionali e una supercoppa nazionale. Tra le figure sportive vicine al club vi sono anche Xherdan Shaqiri e Lorik Cana, che hanno sostenuto la squadra durante la crisi finanziaria del 2012-2013. Tra i personaggi del mondo musicale, sostengono la squadra gli Elita 5, noto gruppo rock di Tetovo, che ha anche composto l'inno dello Shkëndija, e Shkumbin Ismaili, ma anche le figure cinematografifhe come il celebre attore Blerim Destani, che ha collaborato con alcuni attori di Hollywood, e Xhevdet Jashari, anch'egli con esperienze internazionali.

### Rivalità
I Ballistët sono tra i gruppi ultrà più violenti della Macedonia del Nord. Essendo la tifoseria la più grande della popolazione in minoranza albanese della repubblica,  risulta tra le rivali numero uno per la maggior parte delle squadre di etnia prevalentemente macedone. Nonostante le contrapposizioni siano numerose, tra quelle più sentite spicca quella con il Vardar, squadra della capitale Skopje, nonché la più titolata della Macedonia del Nord. Degno di nota è anche il derby cittadino di Tetovo con il Teteks, sostenuto dalla minoranza macedone della città.

## Organico

### Rosa 2025-2026
Aggiornata al 22 luglio 2025.
| N. |                               | Ruolo | Calciatore                |
| -- | ----------------------------- | ----- | ------------------------- |
| 2  | Albania (bandiera)            | D     | Aleksandër Trumçi         |
| 4  | Macedonia del Nord (bandiera) | C     | Reshat Ramadani           |
| 5  | Albania (bandiera)            | D     | Klisman Cake              |
| 6  | Nigeria (bandiera)            | C     | Adamu Alhassan            |
| 7  | Macedonia del Nord (bandiera) | A     | Besart Ibraimi (capitano) |
| 8  | Macedonia del Nord (bandiera) | C     | Florent Ramadani          |
| 9  | Macedonia del Nord (bandiera) | A     | Fiton Ademi               |
| 10 | Kosovo (bandiera)             | C     | Endrit Krasniqi           |
| 11 | Giamaica (bandiera)           | D     | Ronaldo Webster           |
| 15 | Macedonia del Nord (bandiera) | D     | Imran Fetai               |
| 16 | Macedonia del Nord (bandiera) | D     | Mevlan Murati             |
| 17 | Albania (bandiera)            | C     | Arbin Zejnullai           |

| N. |                               | Ruolo | Calciatore      |
| -- | ----------------------------- | ----- | --------------- |
| 19 | Macedonia del Nord (bandiera) | A     | Vane Krstevski  |
| 22 | Macedonia del Nord (bandiera) | D     | Numan Ajetovikj |
| 24 | Gambia (bandiera)             | P     | Baboucarr Gaye  |
| 25 | Macedonia del Nord (bandiera) | P     | Astrit Amzai    |
| 26 | Macedonia del Nord (bandiera) | D     | Anes Meljichi   |
| 27 | Macedonia del Nord (bandiera) | A     | Lorik Kaba      |
| 28 | Albania (bandiera)            | C     | Kamer Qaka      |
| 29 | Senegal (bandiera)            | A     | Fabrice Tamba   |
| 30 | Macedonia del Nord (bandiera) | P     | Ferat Ramani    |
| 38 | Macedonia del Nord (bandiera) | C     | Amir Nuhija     |
| 77 | Albania (bandiera)            | A     | Liridon Latifi  |

### Staff tecnico
- Allenatore:  Jeton Beqiri
- Vice allenatore:  Burhan Emurlai
- Preparatore dei portieri:  Saladin Mustafi